# Collo (logistica)
Il collo, nel campo della logistica e trasporti, è una singola unità di carico (UdC) ovvero una distinta unità di confezionamento/imballaggio di uno o più articoli.
Quando non si impiega il collo la merce si presenta "alla rinfusa".

## Descrizione
La norma DIN 55405 definisce il collo "un’unità composta da più merci che deve essere rilasciata per la spedizione". A seconda dei casi un collo, fisicamente, è costituito da un materiale contenuto e/o preformato in: busta, sacchetto, pacco, bottiglia, scatola, cassone, scatolone, container, cassa, sacco, damigiana, vassoio, palmella, cisterna, rotolo, bidone, bobina, bombola, fusto, fascio, gabbia, botte. ecc. Potrebbe esserci al posto di un imballo/contenitore solo del nastro reggia o dispositivo analoghi di assiemaggio ma sarebbe sempre un collo.
Un collo potrebbe contenere altre sotto unità di confezionamento (ad esempio, una scatola che contiene sacchetti o un cassone che contiene vassoi). I prodotti contenuti nel collo possono essere: documenti, materiali in parti, sostanze (solidi, liquidi, aeriformi). Un prodotto trasportato non utilizzando colli è detto "sfuso" o "alla rinfusa" (bulk in inglese).
Esempio molto pratico: quando si va a fare la spesa, i sacchetti riempiti con i prodotti acquistati sono dei colli. Quando si trasportano i sacchetti con il carrello, il carrello è l'unità di movimentazione (UdM), i sacchetti sono le unità di carico. Invece, gli imballi primari dei prodotti sono le confezioni (la bottiglia di latte o il pacchetto di biscotti). Se si esegue, tramite uno spedizioniere, una consegna di: due buste, quattro faldoni di documenti, uno scatolone contenente 2 sacchetti di riso e 4 mandarini, una bottiglia di vino e tre casse di abiti, il totale colli è pari a 11. Se i quattro faldoni fossero stati imballati all'interno di una cassa, allora i colli sarebbero stati pari a 8. Il camion che prende in carico dall'acciaieria 3 rotoli di nastro posizionati su 2 pallet (2+1), trasporta 3 colli. Un camion che trasporta ghiaia alla rinfusa non consegna tramite colli: se lo stesso carico di ghiaia fosse stata imballato in 3 sacchi, allora i colli sarebbero stati 3.
Un collo (che è un'unità, tipicamente secondaria, di imballaggio) può coincidere o meno con l'unità di movimentazione (ad esempio nel caso di un pallet che porta più colli, le due unità non coincidono) o con l'unità di carico (quando i colli vengono aperti o il materiale contenuto è frazionato-prima delle operazioni di carico-le due unità non coincidono). In pratica, un pallet che supporta N scatoloni, completamente avvolti e assicurati tramite reggia e protetti da film plastico, che non vengono separati durante il trasporto, identificato da apposito cartellino, sino a quando non venisse scomposto, può essere considerato un collo. Per lo spedizioniere è così mentre il magazziniere che lo riceve e lo deve smontare considera colli gli scatoloni.
Un’unità di spedizione è la più piccola unità di merce che non è saldamente collegata ad altre ed è o può essere trattata individualmente. Il pallet o il container sono tipici esempi di UdS. Il collo (o unità di carico) indica la più piccola unità di una spedizione.
Sui documenti fiscali (ad esempio una fattura accompagnatoria) o di consegna merci (bolla), è sempre indicato il numero di colli. L'utilizzo dei colli è efficiente per il trasportatore ma agevola di molto anche il ricevente in fase di accettazione arrivi. I colli sono normalmente identificati a vista mediante etichette o cartellini specifici. Documenti di logistica più complessi, a volte utilizzati, detti "packing list" o "distinte di imballaggio" descrivono, nel dettaglio, il numero totale di colli (solitamente numerati), peso di ciascuno, descrizione e quantità di ciascun articolo contenuto in ogni collo. Se applicabile, la descrizione è estesa ai pallet nonché alle unità di imballaggio secondarie contenute in ciascun collo (uno scatolone che contiene sacchetti, ad esempio). Un cliente potrebbe prescrivere che il fornitore inserisca un solo codice (articolo) per singolo collo, specie quando preveda che lo immagazzinarà tal quale, senza aprirlo per controllare la merce ricevuta.
La progettazione del contenitore (o della sagomatura del materiale nel caso di assenza di contenitore) con cui i prodotti saranno consegnati, mediante i colli, è un processo rilevante della logistica.
Altri termini della logistica associati a collo sono:
- groupage ovvero il raggruppamento di colli diversi, considerato un unico articolo durante il trasporto, movimentazione e immagazzinamento;
- collettame è un groupage composto da referenze della stessa tipologia merceologica.